# Presidencia del Consejo de Ministros del Perú
La presidencia del Consejo de Ministros, o PCM, es la organización superior del Consejo de Ministros del Perú, que coordina y realiza el seguimiento de las políticas y programas de carácter multisectorial del Poder Ejecutivo, así como coordina acciones con el Poder Legislativo, con los Organismos Constitucionales Autónomos y con las entidades y comisiones del Poder Ejecutivo, conciliando prioridades para asegurar el cumplimiento de los objetivos de interés nacional.

## Presidente del Consejo de Ministros
El presidente del Consejo de Ministros es nombrado por el presidente de la República y debe ser ratificado por el Congreso. El premier ocupa la presidencia del Consejo aunque también puede ser titular de un ministerio de Estado. Los demás ministros son nombrados por el presidente peruano a petición del presidente del gabinete. Para la validez de las normas expedidas por el presidente, son necesarias las firmas del premier y de los ministros de las carteras relacionadas con la materia; son nulos los actos presidenciales que carecen de refrendación ministerial.

## Organización
- Alta Dirección
  - Presidente del Consejo de Ministros
  - Secretaría General
- Órgano de Control Institucional
- Órgano de Defensa Judicial
- Órganos de Asesoramiento
  - Oficina General de Asesoría Jurídica
  - Oficina General de Planeamiento y Presupuesto
- Órganos de apoyo
  - Oficina General de Administración
  - Oficina General de Comunicación Social
- Órganos de línea
  - Secretaría de Coordinación
  - Secretaría de Gestión Pública
  - Secretaria de Descentralización
- Órganos Técnicos Especializados
  - Dirección Nacional Técnica de Demarcación Territorial
  - Oficina Nacional de Gobierno Electrónico e Informática
- Viceministerio de Gobernanza Territorial
  - Secretaría de Descentralización
  - Secretaría de Gestión Social y Diálogo
  - Secretaría de Demarcación y Organización Territorial
- Comisiones Permanentes de Coordinación
- Comisiones Adscritas y Órganos Colegiados

## Coordinación con ministerios
Asimismo, la PCM coordina con los ministerios y demás entidades del Poder Ejecutivo la atención de los requerimientos de información del Poder Legislativo, en el marco de lo dispuesto por la Constitución Política del Perú; y por otro lado, mantiene relaciones de coordinación con los Gobiernos Regionales y Locales, en lo que corresponda de acuerdo a ley.

## Órganos adscritos a la Presidencia del Consejo de Ministros
Estos son los organismos, entes autónomos, proyectos y empresas, que están adscritos al ámbito de la Presidencia del Consejo de Ministros:
- Autoridad Nacional del Servicio Civil (SERVIR)
- Autoridad para la Reconstrucción con Cambios - Autoridad Nacional de Infraestructura (ANIN)
- Centro Nacional de Planeamiento Estratégico (CEPLAN)
- Comisión Nacional para el Desarrollo y Vida sin Drogas (DEVIDA)
- Consejo Nacional de Ciencia, Tecnología e Innovación Tecnológica (CONCYTEC)
- Dirección Nacional de Inteligencia (DINI)
- Instituto Nacional de Defensa de la Competencia y de la Protección de la Propiedad Intelectual (INDECOPI)
- Instituto Nacional de Estadística e Informática (INEI)
- Organismo de Supervisión de los Recursos Forestales (OSINFOR)
- Organismo Supervisor de Inversión Privada en Telecomunicaciones (OSIPTEL)
- Organismo Supervisor de la Inversión en Energía y Minería (OSINERGMIN)
- Organismo Supervisor de la Inversión en Infraestructura de Transporte de Uso Público (OSITRAN)
- Superintendencia Nacional de Servicios y Saneamiento (SUNASS)
- Secretaría Técnica del FONAVI para el Apoyo a la Comisión Ad Hoc (FONAVI-ST)
- Comisión de Alto Nivel Anticorrupción (CAN)
- Comisión Encargada de Proponer las Acciones y Medidas de Reforma Administrativa y de Gestión para la Reorganización del Despacho Presidencial (CRDP)
- Empresa Nacional de la Coca (ENACO S.A)
- Centros de Mejor Atención Al Ciudadano (MAC)

## Ministerios
En el Perú existen 18 ministerios que son:
1. Ministerio de Comercio Exterior y Turismo
2. Ministerio de Cultura
3. Ministerio de Defensa
4. Ministerio de Desarrollo Agrario y Riego
5. Ministerio de Desarrollo e Inclusión Social
6. Ministerio de Economía y Finanzas
7. Ministerio de Educación
8. Ministerio de Energía y Minas
9. Ministerio de Justicia y Derechos Humanos
10. Ministerio de la Mujer y Poblaciones Vulnerables
11. Ministerio de la Producción
12. Ministerio del Ambiente
13. Ministerio del Interior
14. Ministerio de Relaciones Exteriores
15. Ministerio de Salud
16. Ministerio de Trabajo y Promoción del Empleo
17. Ministerio de Transportes y Comunicaciones
18. Ministerio de Vivienda, Construcción y Saneamiento

El Ministerio Público no forma parte de la PCM debido a que es un organismo constitucional autónomo del Estado Peruano.